# Seznam dirkačev v motociklizmu (U)
- Carlo Ubbiali
- Franco Uncini